# رامون لويس كروز
رامون لويس كروز (بالإنجليزية: Ramón Luis Cruz)‏ هو سياسي أمريكي، ولد في 27 سبتمبر 1985 في الولايات المتحدة. حزبياً، نشط في Popular Democratic Party (Puerto Rico) ‏.